# Milan Osterc
Milan Osterc (Muraszombat, 1975. július 4. –), szlovén válogatott labdarúgó.
A szlovén válogatott tagjaként részt vett a 2000-es Európa-bajnokságon és a 2002-es világbajnokságon.

## Sikerei, díjai
Olimpija Ljubljana
- Szlovén kupagyőztes (1): 1999–2000

Egyéni
- A szlovén bajnokság gólkirálya (1): 2009–10 (22 gól)